# Polen op de Olympische Zomerspelen 1936
Polen nam deel aan de Olympische Zomerspelen 1936 in Berlijn, Duitsland. In tegenstelling tot bij de twee vorige edities moesten de Polen het zonder goud doen.

## Medailleoverzicht
| Sport        | Olympiër                                                 | Onderdeel              | Medaille |
| ------------ | -------------------------------------------------------- | ---------------------- | -------- |
| Atletiek     | Stanisława Walasiewicz                                   | 100m (v)               | Zilver   |
| Atletiek     | Jadwiga Wajsówna                                         | discuswerpen (v)       | Zilver   |
| Paardensport | Zdzisław Kawecki Seweryn Kulesza Henryk Leliwa-Roycewicz | eventing team          | Zilver   |
| Atletiek     | Maria Kwaśniewska                                        | speerwerpen (v)        | Brons    |
| Roeien       | Jerzy Ustupski Roger Verey                               | dubbel-twee (m)        | Brons    |
| Schietsport  | Wladyslaw Karas                                          | 50m geweer liggend (m) | Brons    |

## Deelnemers en resultaten

### Atletiek
| Olympiër                                                                                                   | Onderdeel                | Resultaat    | Prestatie |
| --- | ------------------------ | ------------ | --- |
| Klemens Biniakowski                                                                                        | 400m (m)                 | DNS          | serie 7: niet gestart |
| Kazimierz Kucharski                                                                                        | 800m (m)                 | 4e           | serie 6: 2de in 1.55,7 halve finale 1: 2de in 1.54,7 finale: 4de in 1.53,8 |
| Józef Noji                                                                                                 | 5000m (m)                | 5e           | serie 2: 3de in 15.11,2 finale: 5de in 14.33,4 |
| Józef Noji                                                                                                 | 10000m (m)               | 14e          | 32.13,0 |
| Tadeusz Śliwak Antoni Maszewski Kazimierz Kucharski Klemens Biniakowski Wacław Gąssowski Władysław Szefler | 4x400m (m)               | 9e           | serie 1: 3de in 3.17,6 |
| Kazimierz Fiałka                                                                                           | marathon (m)             | DNF          | niet gefinisht |
| Bronisław Gancarz                                                                                          | marathon (m)             | 33e          | 3:03.11 |
| Teodor Bieregowoj                                                                                          | 50km snelwandelen (m)    | 9e           | 4:42.49 |
| Karol Hoffmann                                                                                             | hink-stap-springen (m)   | kwalificatie | |
| Edward Luckhaus                                                                                            | hink-stap-springen (m)   | 11e          | 14,61m |
| Karol Hoffmann                                                                                             | hoogspringen (m)         | 32e          | kwalificatie groep B: 19de met 1,70m |
| Jerzy Pławczyk                                                                                             | hoogspringen (m)         | 22e          | kwalificatie groep A: 1ste met 1,85m finale: 22ste met 1,80m |
| Zygmunt Heljasz                                                                                            | kogelstoten (m)          | DNS          | niet gestart |
| Wilhelm Schneider                                                                                          | polsstokhoogspringen (m) | 6e           | kwalificatie: 1ste met 3,80m finale: 6de met 4,00m |
| Eugeniusz Lokajski                                                                                         | speerwerpen (m)          | 7e           | kwalificatie: 4de met 65,50m finale: 7de met 66,39m |
| Walter Turczyk                                                                                             | speerwerpen (m)          | 10e          | kwalificatie: 10de met 63,10m finale: 10de met 63,36m |
| Jerzy Pławczyk                                                                                             | tienkamp (m)             | 9e           | 100m: 10de in 11,6 verspringen: 3de met 7,12m kogelstoten: 19de met 11,94m hoogspringen: 2de met 1,85m 400m: 17de in 54,0 110m horden: 14de in 16,4 discuswerpen: 11de met 38,30m polsstokhoogspringen: 4de met 3,70m speerwerpen: 10de met 54,26m 1500m: 12de in 15.04,0 totaal: 6871 punten |
| |                          |              | |
| Stanisława Walasiewicz                                                                                     | 100m (v)                 | Zilver       | serie 3: 1ste in 12,5 halve finale 2: 2de in 12,0 finale: 2de in 11,7 |
| Jadwiga Wajs-Marcinkiewicz                                                                                 | discuswerpen (v)         | Zilver       | 46,22m |
| Maria Kwaśniewska                                                                                          | speerwerpen (v)          | Brons        | 41,80m |

### Basketbal
| Olympiër | Onderdeel | Resultaat | Prestatie |
| --- | --------- | --------- | --- |
| Ewaryst Łój Edward Szostak Paweł Stok Zenon Różycki Andrzej Pluciński Janusz Patrzykont Jakub Kopowski Zdzisław Kasprzak Florian Grzechowiak Zdzisław Filipkiewicz | mannen    | 4e        | 1ste ronde: V van Italië: 28-44 2de ronde: V van Japan: 31-43 herkansingen: W van Letland: 28-23 3de ronde: W van Brazilië: 33-25 kwartfinale: vrij halve finale: V van Canada: 15-42 bronzen finale: V van Mexico: 12-26 |

### Boksen
| Olympiër           | Onderdeel   | Resultaat | Prestatie |
| ------------------ | ----------- | --------- | --- |
| Edmund Sobkowiak   | -50,8kg (m) | 5e        | 1ste ronde: W van AUS Cooper: knock-out 2de ronde: W van SUI Siegfried: punten kwartfinale: V van USA Laurie: punten                                                               |
| Antoni Czortek     | -53,5kg (m) | 9e        | 1ste ronde: W van FRA Bonnet: punten 2de ronde: V van RSA Hannan: punten |
| Aleksander Polus   | -57,2kg (m) | 5e        | 1ste ronde: vrij 2de ronde: vrij kwartfinale: V van ARG Casanovas: punten |
| Czesław Cyraniak   | -61,2kg (m) | 9e        | 1ste ronde: W van FRA Aupetit: punten 2de ronde: V van PHI Padilla Jr.: punten |
| Józef Pisarski     | -66,7kg (m) | 17e       | 1ste ronde: V van AUS Cook: punten |
| Henryk Chmielewski | -72,6kg (m) | 4e        | 1ste ronde: vrij 2de ronde: W van BEL De Schryver: punten kwartfinale: W van USA Clark: punten halve finale: V van NOR Tiller: punten bronzen finale: V van ARG Villarreal: punten |
| Stanisław Piłat    | +79,4kg (m) | 9e        | 1ste ronde: vrij 2de ronde: V van URU Feans: punten |

### Kanovaren
| Olympiër                         | Onderdeel      | Resultaat | Prestatie |
| -------------------------------- | -------------- | --------- | --------- |
| Antoni Bazaniak Marian Kozłowski | K-2 10000m (m) | 11e       | 47.49,8   |

### Paardensport
| Olympiër                                                 | Onderdeel   | Resultaat | Prestatie |
| Eventing                                                 | Eventing    | Eventing  | Eventing |
| -------------------------------------------------------- | ----------- | --------- | --- |
| Zdzisław Kawecki                                         | individueel | 18e       | dressuur: 15de met 127,7 strafpunten cross-country: 19de met 133 strafpunten springconcours: 26ste met 40 strafpunten totaal: 300,70 strafpunten |
| Seweryn Kulesza                                          | individueel | 21e       | dressuur: 26ste met 138 strafpunten cross-country: 23ste met 300 strafpunten springconcours: 1ste met 0 strafpunten totaal: 438 strafpunten      |
| Henryk Leliwa-Roycewicz                                  | individueel | 15e       | dressuur: 13de met 123 strafpunten cross-country: 16de met 110 strafpunten springconcours: 15de met 20 strafpunten totaal: 253 strafpunten       |
| Zdzisław Kawecki Seweryn Kulesza Henryk Leliwa-Roycewicz | team        | Zilver    | dressuur: 1ste met 388,70 strafpunten cross-country: 2de met 543 strafpunten springconcours: 3de met 60 strafpunten totaal: 991,70 strafpunten   |
| Springconcours                                           |             |           | |
| Michał Gutowski                                          | individueel | DNF       | niet gefinisht |
| Janusz Komorowski                                        | individueel | 36e       | 47,25 strafpunten |
| Tadeusz Sokołowski                                       | individueel | DNF       | niet gefinisht |
| Michał Gutowski Janusz Komorowski Tadeusz Sokołowski     | team        | DNF       | niet gefinisht |

### Roeien
| Olympiër                                                                                           | Onderdeel       | Resultaat | Prestatie                                                                  |
| -------------------------------------------------------------------------------------------------- | --------------- | --------- | -------------------------------------------------------------------------- |
| Roger Verey                                                                                        | skiff (m)       | DNF       | serie 1: 1ste in 7.31,2 halve finale 1: niet gefinisht                     |
| Jerzy Ustupski Roger Verey                                                                         | dubbel-twee (m) | Brons     | serie 1: 2de in 6.50,0 halve finale 1: 2de in 8.02,8 finale: 3de in 7.36,2 |
| Ryszard Borzuchowski Edward Kobyliński                                                             | twee-zonder (m) | 6e        | serie 1: 1ste in 7.29,9 finale: 6de in 8.41,9                              |
| Jerzy Braun Jerzy Skolimowski Janusz Ślązak                                                        | twee-met (m)    | 8e        | serie 1: 4de in 7.53,9 herkansingen: 3de in 8.56,2                         |
| Bronisław Karwecki Stanisław Kuryłłowicz Witalis Leporowski Jerzy Skolimowski Włodzimierz Zawadzki | vier-met (m)    | 8e        | serie 2: 5de in 6.50,5 herkansingen: 2de in 8.12,2                         |

### Schermen
| Olympiër                                                                                         | Onderdeel      | Resultaat | Prestatie |
| ------------------------------------------------------------------------------------------------ | -------------- | --------- | --- |
| Antoni Franz                                                                                     | degen (m)      | 42e       | 1ste ronde groep 2: 6de V van BRA de Aguiar Vallim: 2-3 V van DEN Christiansen: 1-3 V van SWE Dyrssen: 1-3 V van HUN Dunay: 2-3 W van GRE Zalokostas: 3-2 W van AUT Hanisch: 3-2 G van TCH Bergmann: 3-3 |
| Roman Kantor                                                                                     | degen (m)      | 12e       | 1ste ronde groep 1: 5de V van ROU Marinescu: 2-3 V van SWE Drakenberg: 2-3 V van ARG Villamil: 2-3 W van HUN Bay: 3-2 W van NED van Hoorn: 3-2 W van GBR de Beaumont: 3-2 W van GER Schröder: 3-2 W van CAN Boissonnault: 3-2 V van EGY Abdin: 2-3 kwartfinale B: 2de V van SWE Drakenberg: 1-3 W van NOR Guthe: 3-1 V van BEL Stasse: 1-3 W van ITA Ragno: 3-2 W van ROU Miclescu-Prăjescu: 3-2 W van DEN Christiansen: 3-0 W van SUI Duret: 3-1 W van NED Weber: 3-0 W van GBR Campbell-Gray: 3-0 halve finale 2: 6de V van BEL Stasse: 0-3 V van POR da Silveira: 0-3 V van SWE Drakenberg: 1-3 W van ITA Riccardi: 3-2 W van HUN Bay: 3-2 W van BEL du Monceau de Bergendael: 3-2 W van BRA da Aguiar Vallim: 3-1 V van SUI Fitting: 2-3 V van GER Lerdon: 2-3 |
| Teodor Zaczyk                                                                                    | degen (m)      | DNS       | niet gestart |
| Alfred Staszewicz Teodor Zaczyk Rajmund Karwicki Roman Kantor Kazimierz Szempliński Antoni Franz | degen team (m) | 5e        | 1ste ronde groep 1: 1ste W van Portugal: 9-7 G van Zwitserland: 8-8 kwartfinale 4: 2de W van Groot-Brittannië: 8-3 G van Canada: 8-8 halve finale 1: 4de V van Frankrijk: 4-12 V van Duitsland: 2-8 V van België: 2-14 |
| Władysław Dobrowolski                                                                            | sabel (m)      | 24e       | 1ste ronde groep 9: 3de W van NED Mosman: 5-3 W van GBR Trinder: 5-4 W van BRA Alessandri: 5-4 W van YUG Radović: 5-3 V van USA Bruder: 2-5 kwartfinale 5: 4de V van HUN Gerevich: 1-5 V van BEL Van Den Neucker: 4-5 W van URU Rodríguez: 5-1 W van USA Huffman: 5-3 V van CHI Moreno: 4-5 |
| Władysław Segda                                                                                  | sabel (m)      | 12e       | 1ste ronde groep 1: 3de V van HUN Gerevich: 3-5 W van FRA Faure: 5-3 W van GBR Brook: 5-1 W van ARG Brunet: 5-2 W van GRE Psarrakis: 5-2 W van BEL Heyvaert: 5-4 V van URU Bentacur: 3-5 kwartfinale 2: 2de W van NED van Wieringen: 5-3 W van AUT Sudrich: 5-4 V van ITA Gaudini: 3-5 W van GER Wahl: 5-1 halve finale 3: 4de V van ITA Pinton: 0-5 V van HUN Rajcsányi: 1-5 V van AUT Losert: 3-5 W van URU de la Fuente: 5-3 W van BUL Vasilev: 5-4 |
| Antoni Sobik                                                                                     | sabel (m)      | 7e        | 1ste ronde groep 5: 2de V van AUT Losert: 3-5 W van CHI Moreno: 5-1 W van TCH Kirchmann: 5-1 W van DEN Christiansen: 5-4 W van EGY Rahman: 5-0 W van SUI Ruckstuhl: 5-4 V van BEL Van Den Neucker: 4-5 kwartfinale 6: 3de V van ITA Pinton: 4-5 W van NED Mosman: 5-4 W van GBR Brook: 5-2 W van ROU Marinescu: 5-1 halve finale 2: 2de V van HUN Kabos: 2-5 W van ITA Gaudini: 5-2 W van URU Rodríguez: 5-3 W van NED van Wieringen: 5-2 W van FRA Gardère: 5-2 finale: 7de V van HUN Kabos: 1-5 W van ITA Marzi: 5-1 V van HUN Gerevich: 2-5 V van HUN Rajcsányi: 2-5 V van ITA Pinton: 4-5 V van ITA Gaudini: 0-5 V van AUT Losert: 3-5 W van BEL Van Den Neucker: 5-3                                                                                          |
| Antoni Sobik Władysław Segda Władysław Dobrowolski Adam Papée Marian Suski Teodor Zaczyk         | sabel team (m) | 4e        | 1ste ronde groep 4: 2de W van Griekenland: 9-3 kwartfinale 4: 1ste W van Zweden: 15-1 W van Turkije: 9-2 halve finale 1: 2de G van Oostenrijk: 8-8 W van Frankrijk: 10-6 finale: 4de V van Hongarije: 1-10 V van Italië: 1-10 V van Duitsland: 3-9 |

### Schietsport
| Olympiër               | Onderdeel              | Resultaat | Prestatie  |
| ---------------------- | ---------------------- | --------- | ---------- |
| Władysław Karaś        | 50m geweer liggend (m) | Brons     | 296 punten |
| Antoni Pachla          | 50m geweer liggend (m) | 44e       | 288 punten |
| Jan Wrzosek            | 50m geweer liggend (m) | 40e       | 289 punten |
| Wojciech Bursa         | 50m geweer liggend (m) | onbekend  |            |
| Zenon Piątkowski       | 50m geweer liggend (m) | 27e       | 21 punten  |
| Kazimierz Suchorzewski | 50m geweer liggend (m) | 7e        | 29 punten  |

### Turnen
| Olympiër | Onderdeel         | Resultaat | Prestatie     |
| --- | ----------------- | --------- | ------------- |
| Julia Wojciechowska Janina Skirlińska Klara Sierońska Matylda Ossadnik Wiesława Noskiewicz Marta Majowska Stefania Krupa Alina Cichecka | meerkamp team (v) | 6e        | 470,30 punten |

### Voetbal
| Olympiër | Onderdeel | Resultaat | Prestatie |
| --- | --------- | --------- | --- |
| Gerard Wodarz Jan Wasiewicz Władysław Szczepaniak Fritz Scherfke Ryszard Piec Teodor Peterek Walenty Musielak Michał Matyas Henryk Martyna Józef Kotlarczyk Walerian Kisieliński Wilhelm Góra Antoni Gałecki Hubert Gad Ewald Dytko Franciszek Cebulak Spirydion Albański | mannen    | 4e        | 1ste ronde: W van Hongarije: 3-0 kwartfinale: W van Groot-Brittannië: 5-4 halve finale: V van Oostenrijk: 1-3 bronzen finale: V van Noorwegen: 2-3 |

### Wielersport
| Olympiër            | Onderdeel        | Resultaat | Prestatie      |
| ------------------- | ---------------- | --------- | -------------- |
| Mieczysław Kapiak   | wegwedstrijd (m) | DNF       | niet gefinisht |
| Wiktor Olecki       | wegwedstrijd (m) | DNF       | niet gefinisht |
| Wacław Starzyński   | wegwedstrijd (m) | 16e       | 2:33.08        |
| Stanisław Zieliński | wegwedstrijd (m) | 16e       | 2:33.08        |

### Worstelen
| Olympiër           | Onderdeel      | Resultaat      | Prestatie |
| Grieks-Romeins     | Grieks-Romeins | Grieks-Romeins | Grieks-Romeins |
| ------------------ | -------------- | -------------- | --- |
| Antoni Rokita      | -56kg (m)      | 12e            | 1ste ronde: W van BEL Gilles: val 2de ronde: V van NOR Stokke: val 3de ronde: V van SWE Svensson: val                                               |
| Henryk Szlązak     | -61kg (m)      | 8e             | 1ste ronde: W van HUN Móri: val 2de ronde: W van SUI Lehmann: val 3de ronde: V van SWE Karlsson: beslissing 4de ronde: V van GER Hering: beslissing |
| Zbigniew Szajewski | -61kg (m)      | 7e             | 1ste ronde: W van EGY Ali: beslissing 2de ronde: V van NOR Dahl: beslissing 3de ronde: W van AUT Grashl: val 4de ronde: V van EST Väli: val         |

### Zeilen
| Olympiër                                                                                          | Onderdeel          | Resultaat | Prestatie                    |
| ------------------------------------------------------------------------------------------------- | ------------------ | --------- | ---------------------------- |
| Leon Jensz                                                                                        | Eenmans Olympiajol | 18e       | 71 punten: (8-23-8-13-7-6-6) |
| Jerzy Dzięcioł Alfons Olszewski Juliusz Sieradzki Józef Szajba Janusz Zalewski Stanisław Zalewski | 6m R-klasse        | 11e       | 18 punten: (3-2-DNF-2-4-4-3) |

### Zwemmen
| Olympiër                                                           | Onderdeel             | Resultaat | Prestatie                  |
| ------------------------------------------------------------------ | --------------------- | --------- | -------------------------- |
| Helmut Barysz Kazimierz Bocheński Joachim Karliczek Ilja Szrajbman | 4x200m vrije slag (m) | DSQ       | serie 2: gediskwalificeerd |

Afghanistan · Argentinië · Australië · België · Bermuda · Bolivia · Brazilië · Brits-Indië · Bulgarije · Canada · Chili · Colombia · Costa Rica · Denemarken · Duitsland · Egypte · Estland · Filipijnen · Finland · Frankrijk · Griekenland · Groot-Brittannië · Hongarije · IJsland · Italië · Japan · Joegoslavië · Letland · Liechtenstein · Luxemburg · Malta · Mexico · Monaco · Nederland · Nieuw-Zeeland · Noorwegen · Oostenrijk · Peru · Polen · Portugal · Republiek China · Roemenië · Tsjecho-Slowakije · Turkije · Uruguay · Verenigde Staten · Zuid-Afrika · Zweden · Zwitserland